# Tommi Viskari
Tommi Viskari (ur. 3 lutego 1971 w Lappeenranta) – fiński lekkoatleta specjalizujący się w rzucie oszczepem.
Jedynym sukcesem tego skandynawskiego sportowca było wywalczenie tytułu mistrza świata juniorów 1990 podczas zawodów w bułgarskim Płowdiw. Uzyskał wówczas wynik 73,88 m pokonując o ponad metr reprezentanta Polski Dariusza Trafasa.

## Rekordy życiowe
- rzut oszczepem – 78,40 (1997)